# Heydenia coomoni
Heydenia coomoni är en stekelart som beskrevs av Xiao och Huang 2002. Heydenia coomoni ingår i släktet Heydenia och familjen puppglanssteklar.
Artens utbredningsområde är Vietnam. Inga underarter finns listade i Catalogue of Life.